# Csaba Tombor
Csaba Tombor (ur. 14 kwietnia 1979 w Felsőzsolca) – węgierski piłkarz ręczny, występujący na pozycji prawego skrzydłowego. Jego atrybuty fizyczne to 188 cm i 90 kg. W swojej karierze występował w takich klubach jak Százhalombatta KE i Nyíregyháza AB-Vill KC. Obecnie występuje w zespole MBK Veszprém. W reprezentacji Węgier, z którą zagrał na MŚ 2007 w Niemczech, wystąpił 21 razy i zdobył 79 goli.